# Grotesquerie
Grotesquerie är en amerikansk skräck- och dramaserie. Serien hade premiär den 25 september 2024 på strömningstjänsten FX. Serien, som består av tio avsnitt, är skapad av Jon Robin Baitz, Joe Baken och Ryan Murphy.

## Handling
Serien utspelar sig i en by som drabbas av ett antal brutala och mystiska brott och kretsar kring en kvinnlig detektiv, Lois Tryon, som tar sig an fallet.

## Rollista (i urval)
- Niecy Nash-Betts - Lois Tryon
- Courtney B. Vance - Marshall Tryon
- Nicholas Alexander Chavez - Charlie Mayhew
- Micaela Diamond - Megan Duval
- Raven Goodwin - Merritt Tryon
- Lesley Manville - Redd
- Travis Kelce - Ed Lachlan